# Юдит Баварска (925–985)
Юдит Баварска (Judith; * 925; † 29 юни сл. 985) е чрез женитба херцогиня на Бавария (925 – 985).

## Живот
Тя е най-възрастната дъщеря на Арнулф I, херцог на Бавария (Луитполдинги или Саксонска династия, Отоните), и Юдит от Фриули (Унруохинги), дъщеря на Еберхард († сл. 889), граф на Юлихгау, и Гизела, дъщеря на граф Валтфред от Верона.
Юдит се омъжва за Хайнрих I, херцог на Бавария (Лиудолфинги или Саксонска династия). Той е вторият син на краля на Източното франкско кралство Хайнрих I Птицелов и Матилда Вестфалска и брат на император Ото I Велики и на Герберга Саксонска, която е омъжена за крал Луи IV от Франция.
След неговата смърт на 1 ноември 955 г. тя е почти десет години регентка на своя син Хайнрих II.
Юдит умира след пътуването ѝ за поклонение в Светите земи през 984 г. в манастира Нидермюнстер в Регенсбург, където е погребана в църквата, където е погребан и съпруга ѝ.

## Деца
Хайнрих I и Юдит Баварска имат три деца:
- Хадвиг (ок. 939 – 994), съпруга на Бурхард III, херцог на Швабия (Бурхардинги)
- Герберга (ок. 940 – 1001), игуменка на Гандерсхайм
- Хайнрих II (951 – 995).